# 粗皮姬蛙
粗皮姬蛙（学名：Microhyla butleri），又名巴氏小雨蛙，为姬蛙科姬蛙属的两栖动物。本種分布中國中部，南部和西南部，臺灣和香港，緬甸东部，泰國，老撾、柬埔寨、越南、马来半岛和新加坡。在中国大陆，分布于浙江、福建、江西、湖北、湖南、广东、广西、海南、四川、云南、贵州等地，该物种的模式产地在马来西亚。

## 特徵
體型屬小型，雄蛙體長約2公分，雌蛙約2至2.5公分左右，叫聲與鴨相像，外表特徵如下：
- 皮膚上有許多的小疣粒，看起來十分粗糙，因而得名。[3]
- 背部有塊深色鑲淺色邊的花紋，剛變態的小蛙就已有此特徵，也是此種特有的特徵。
- 身體兩側都有一行黑色斑點，和背部大塊花斑平行。
- 吻端尖圓，身體略呈現三角形。
- 後腿有暗色橫紋。[4]

## 影像

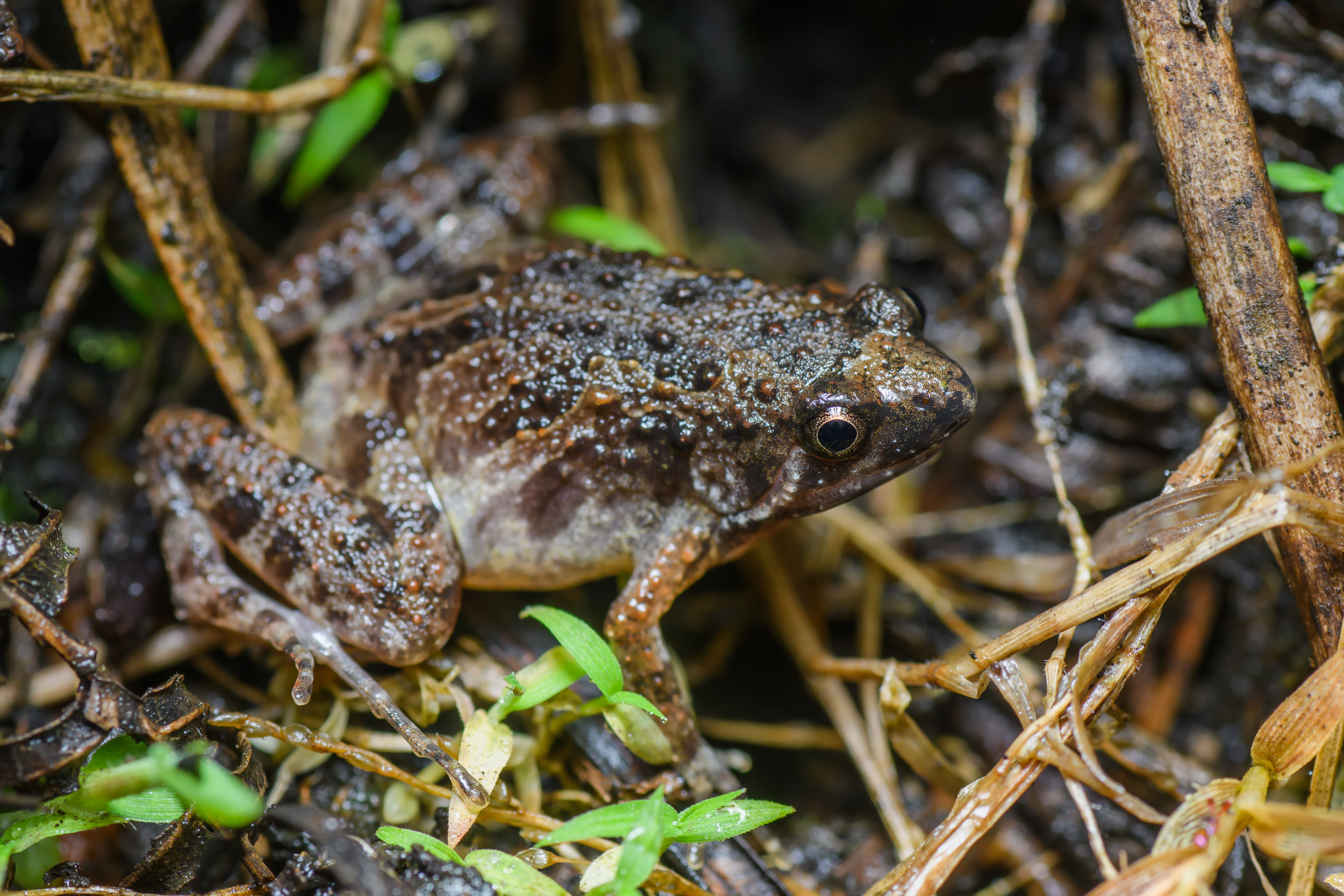
攝於 泰國蒲卡铃國家公園